# Comisión Nacional por el Derecho a la Identidad
La Comisión Nacional por el Derecho a la Identidad (CONADI) es un organismo que funciona en el ámbito del Ministerio de Justicia y Derechos Humanos de Argentina y tiene como objetivo de origen, la búsqueda y localización de niños desaparecidos durante la última dictadura militar. Su función se vio rápidamente superada ante las denuncias sobre robo, tráfico de menores, despojo a madres en situaciones límites y adultos con su identidad vulnerada. El objetivo inicial se amplió por ser el único ámbito del Estado Nacional especializado y dedicado a la temática de garantizar el derecho a la identidad. 

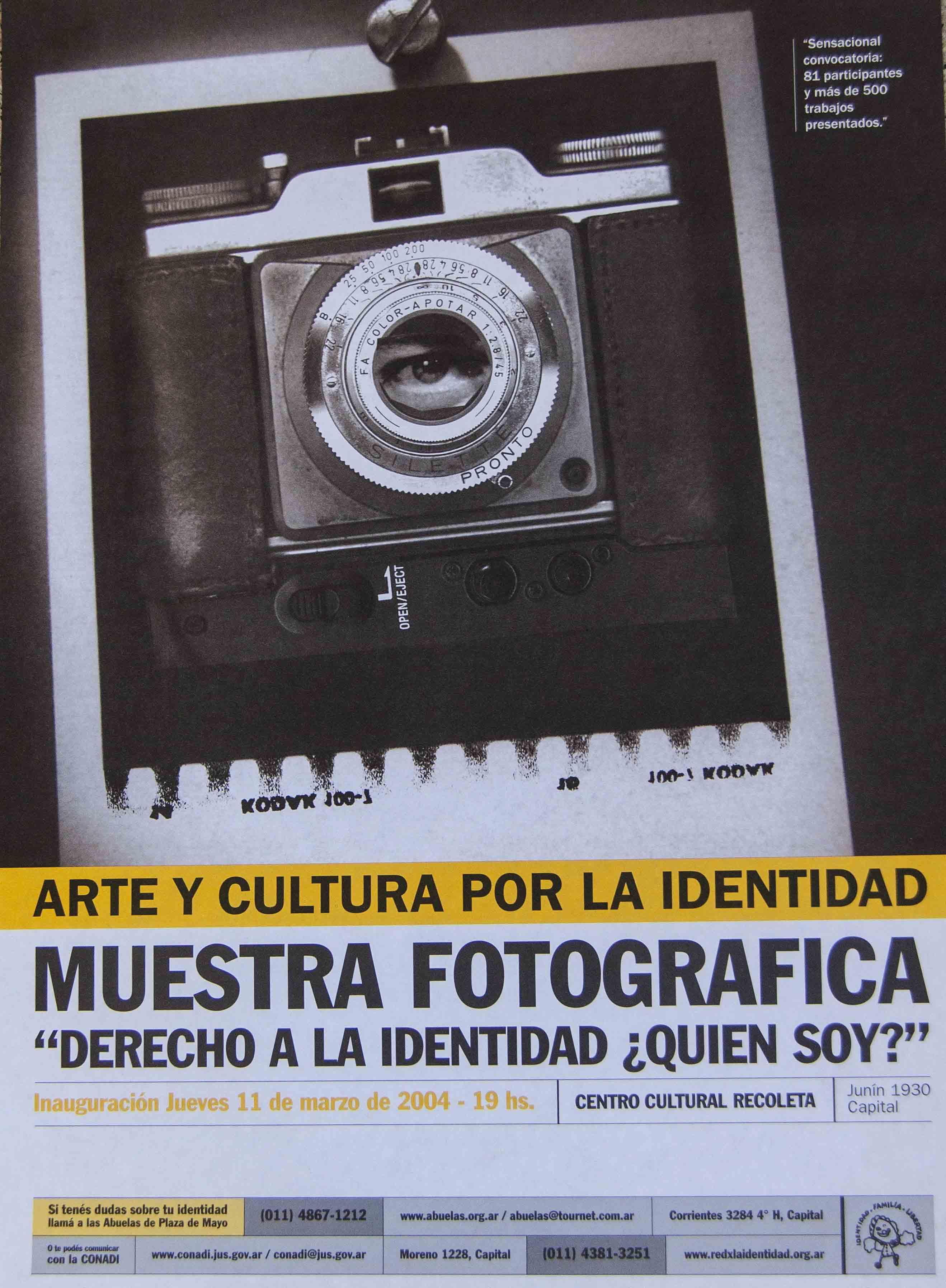
Derecho a la Identidad.

El régimen de adopción y la nueva ley de protección de integral de la infancia y la adolescencia reglamentado por la Ley N° 24.779 demanda de una indispensable renovación con respecto al marco de la ley 26.061 de Protección Integral de Niños, Niñas y Adolescentes aprobada en septiembre de 2005, y en consecuencia de la Convención sobre los Derechos del Niño en la cual se sustentó la composición de la normativa. 
El 14 de agosto de 2024 el gobierno nacional, a través del decreto N° 727/2024, derogó el decreto N° 715/2004 dando así por finalizada la Unidad Especial de Investigación de la Desaparición de Niños como Consecuencias del Accionar del Terrorismo de Estado (UEI). Una de las razones por las cuales se impulsó la derogación es porque la UEI no respetaba el Sistema de Gobierno Republicano: llevaba a cabo funciones propias del Poder Judicial desde el Poder Ejecutivo. Otra de las razones es que el accionar de la unidad violaba el derecho fundamental a la intimidad de los ciudadanos.

## Creación
En el marco de sus reclamos hacia el gobierno nacional, las Abuelas de Plaza de Mayo solicitan en julio de 1992 la creación de una comisión técnica  especializada,  proponiendo como miembros de la misma a personal cuidadosamente capacitado por la Institución. La  CONADI se crea en noviembre de 1992, inaugurando una novedosa forma de trabajo conjunto entre una ONG y el Estado argentino.
Mediante las Abuelas de Plaza de Mayo se considera que el hurto minucioso de infantes nacidos durante la autocracia militar en Argentina (1976-1983) y el encubrimiento de su identidad es un crimen que perjudica a más de 500 jóvenes transgrediendo los derechos humanos distinguidos mundialmente.

## Objetivo
El velar por el cumplimiento de los artículos 7 y 8 de la Convención Internacional por los Derechos del Niño (llamados los artículos argentinos) condujo a poner en evidencia  una forma de sometimiento de nuestra niñez en la que los hijos de desaparecidos y los hijos de mamás en estado de indefensión social, generalmente menores de edad, comparten mecanismos de despojo en común en los que se arrebata la identidad tratando al niño como un objeto.
Por disposición N.º 1328/92 de la entonces Subsecretaría de Derechos Humanos y Sociales del Ministerio del Interior, se crea una Comisión Técnica, destinada a impulsar la búsqueda de niños desaparecidos y con identidad conocida y de niños nacidos de madres en cautiverio, y aportar al cumplimiento del compromiso asumido por el Estado Nacional a partir de la ratificación de la Convención de los Derechos del Niño en lo atinente al derecho a la identidad.

## Conformación
Posteriormente, la resolución 1392/98 del Ministerio del Interior crea la Comisión Nacional por el Derecho a la Identidad, con las mismas funciones y conservando la conformación de la comisión precedente, esto es:
- dos representantes del Ministerio Público: 
  - uno por la Procuración General de la Nación
  - uno por la Defensoría General de la Nación.
- dos representantes de la Asociación Abuelas de Plaza de  Mayo
- dos representantes del Poder Ejecutivo Nacional, a propuesta de la Subsecretaría de Derechos Humanos y Sociales.
- El Subsecretario de Derechos Humanos y Sociales preside la Comisión.

## Funcionamiento
El artículo 5º de dicha resolución autoriza a la Comisión a requerir colaboración y asesoramiento del Banco Nacional de Datos Genéticos y solicitar a dicho Banco la realización de pericias genéticas.
Ya bajo la órbita del Ministerio de Justicia, la resolución N.º 83  de esta gestión ratifica en todos sus términos el contenido de la originada en Interior, “en particular en  lo relativo a misión y objetivos de la mencionada Comisión, y en cuanto a su facultad de requerir al Banco Nacional de Datos Genéticos asesoramiento, colaboración y/o realización de pericias genéticas en los casos en que corresponda”.
En septiembre del año 2001 se sanciona la Ley 25.457, por la que el Parlamento refuerza la jerarquía de la Comisión Nacional por el Derecho a la Identidad del Ministerio de Justicia y Derechos Humanos.